# Chalcosoma atlas
Chalcosoma atlas (Linnaeus, 1758), comunemente conosciuto come scarabeo di Atlante, è un insetto coleottero della famiglia Scarabaeidae.

## Descrizione

### Larva
La schiusa delle larve avviene dopo circa 15 giorni dalla deposizione. Esse iniziano immediatamente a mangiare il legno in decomposizione (che solitamente è di latifoglie) moltiplicando di decine di volte le loro dimensioni e passando 3 stadi larvali definiti L1, L2 e L3 (L1 rappresenta lo stadio in cui la larva è di piccole dimensioni fino ad arrivare allo stadio L3 in cui la larva è pronta per iniziare lo stadio di pupa). Esse presentano un corpo a forma di "C" bianco e con fori chitinosi lungo i fianchi, usati per respirare. La larva di chalcosoma presentano tre paia di zampette chitinose e di color arancio, e possiedono potenti mandibole che usano per frantumare il legno in decomposizione.

### Adulto

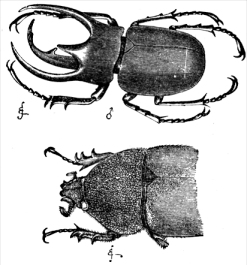
Dimorfismo sessuale

I maschi di questa specie possono arrivare a misurare fino a 12 cm, partendo da una lunghezza minima di 5 cm, e sono di colore nero brillante. La particolarità di questo scarabeo sono le 2 grandi corna toraciche e la lunghezza delle zampe del primo paio. Le lotte tra i maschi solitamente avvengono per ragioni territoriali o per l'accoppiamento, e possono essere lotte molto violente. Le femmine invece, più piccole dei maschi, sono prive di corna e, a differenza dei maschi presentano dei peli sulle elitre e il torace rugoso. In questa specie quindi il dimorfismo sessuale è molto marcato.

## Meccanismi di difesa
Chalcosoma atlas, essendo un insetto di grandi dimensioni non ha molti nemici. Se si sente minacciato compie violenti movimenti con zampe e corna e questo talvolta basta perché il predatore rinunci. Altra tecnica difensiva degli adulti è quella di sfregare le ali con la parte inferiore dell'addome producendo un suono stridente, questa strategia però non funziona se il predatore conosce bene l'insetto. Inoltre i chalcosoma possono sfruttare la loro grande abilità nel volo per fuggire ai predatori. Le larve non hanno niente di tutto ciò e sono quindi facili bersagli. Però, essendo di grandi dimensioni, possono sferrare violenti morsi con le potenti mandibole che possono rivelarsi fatali per i piccoli mammiferi (come può una l'arva di max 6cm essere letale per un mammifero? Non parliamo di formiche che mammifere non sono. Specificare o rettificare).

## Distribuzione e habitat
Chalcosoma atlas vive nell'Asia meridionale, nel territorio che va dall'India al Sulawesi. Predilige ambienti boschivi e umidi.